# Nurmuchamet Nigmatullin
Nurmuchamet Magafurowitsch Nigmatullin (russisch Нурмухамет Магафурович Нигматуллин / Nurmuchamet Magafurovič Nigmatullin, baschkirisch Ниғмәтуллин Нурмөхәмәт Мәғәфүр улы / Niğmätullin Nurmöxämät Mäğäfur uly; * 8. Dezember 1946 in Sibai, Baschkirische ASSR; † 26. Juni 2019) war ein islamischer Theologe und eine Person des öffentlichen Lebens und des Islam in der Republik Baschkortostan und in Russland.

## Leben
Nurmuchamet Nigmatullin war seit 1992 Vorsitzender der Geistlichen Verwaltung der Muslime der Republik Baschkortostan (Duchownoje uprawlenije Musulman Respubliki Baschkortostan; DUM RB) und damit Mufti von Baschkortostan. Das Muftiat hat seinen Hauptsitz in der Stadt  Ufa.
Die von ihm geleitete Geistliche Verwaltung der Muslime (DUM / ДУМ) steht in Baschkortostan in Konkurrenz zu  derjenigen der Regionalen Geistlichen Verwaltung der Muslime Baschkortostans (RDUM B) unter dem Vorsitz von Mufti Muhammad Tadschuddin, ebenfalls mit Hauptsitz in Ufa.
Angaben der Website der DUM RB zufolge studierte er 1971 bis 1975 Theologie an der Madrasa Mir-i Arab in der Stadt Buchara, danach am Taschkenter Islamischen Institut Imam al-Buchārī, wo er im Jahr 1979 sein Diplom zum Imam-Chatīb erwarb. Von 1979 bis 1983 war er Geschäftsführer der Geistlichen Verwaltung der Muslime des europäischen Teils der UdSSR und Sibiriens. 1980–1982 studierte er am Islamischen Institut "Islamic Call" von Damaskus in Syrien. 1983–1992 war er Imam-Chatib der Moschee in Ufa. Am 21. August 1992 wurde er auf dem Kongress der Muslime von Baschkortostan zum Mufti und Vorsitzenden der neu gegründeten Geistlichen Verwaltung der Muslim der Republik Baschkortostan gewählt. Ab 1994 war er Mitglied des Obersten Koordinationszentrums der russischen Muslime. Er war Co-Vorsitzender des Rates der Muftis Russlands.
Nurmuchamet Nigmatullin verstarb am 26. Juni 2019 nach schwerer Krankheit. Er war verheiratet und hatte vier Töchter.